# リトアニア・ソビエト社会主義共和国 (1918年-1919年)

リトアニア・ソビエト社会主義共和国
Lietuvos Tarybų Socialistinė Respublika (リトアニア語)
Литовская Советская Социалистическая Республика (ロシア語)

赤い斜線の部分がリトアニア・ソビエトの領域とおおよそ一致する

リトアニア・ソビエト社会主義共和国（リトアニア・ソビエトしゃかいしゅぎきょうわこく、リトアニア語: Lietuvos Tarybų Socialistinė Respublika、ロシア語: Литовская Советская Социалистическая Республика）とは、1918年から翌年にかけてリトアニアに短期間存在した暫定国家である。1918年12月8日にヴィンツァス・ミツケヴィチュス＝カプスカス率いる暫定革命政府によって独立が宣言され、1919年2月27日に白ロシア社会主義ソビエト共和国と合併しリトアニア＝白ロシア・ソビエト社会主義共和国（リトベル共和国）を形成したことで消滅した。
外向きにはリトアニア人自らによる社会主義革命の産物であるかのような体裁がとられていたが、その実態はリトアニア・ソビエト戦争を正当化するためのソビエト・ロシアの傀儡政権に過ぎなかった。一方でソ連の公的プロパガンダに拠って立つ歴史家によれば「ソビエト・ロシア政府がこの若きリトアニア・ソビエト共和国を承認したという事実は、米英の帝国主義者が宣伝する、ソビエト・ロシアがバルト諸国に対する強欲を抱いているというデマを打ち砕くものである」とされている。

## 前史
1918年11月11日、ドイツ帝国の敗北により第一次世界大戦は終結し、ドイツ軍は東部占領地域から撤退を始めた。2日後の11月13日、ボリシェヴィキ政府（ソ連の前身）はリトアニアの独立を保障していたブレスト＝リトフスク条約を破棄。赤軍はプロレタリアによる世界革命を達成するために諸民族の独立運動をソビエトのものに取って換えることを目論み、エストニア、ラトビア、リトアニア、ポーランド、ウクライナなどの西方へ侵攻を開始した。その軍は撤退するドイツ軍を追いかける形で続き、12月末までにリトアニアに達した。

## 建国
リトアニアにおける共産主義運動は、1918年の晩夏までは下火だった。リトアニア共産党 (LKP) が設立されたのは、同年の10月1日から3日にかけてヴィリニュスで34の代表により開催されたその第1回の会議でのことである。初代委員長にはプラナス・エイドゥケヴィチュスが選出され、LKPはボリシェヴィキの路線に従ってリトアニアで社会主義革命を起こすことを決定した。この計画はモスクワから煽動と融資を受けており、アドリフ・ヨッフェとドミトリー・マヌイリスキーによって指導されていた。12月8日、LKP幹部のヴィンツァス・ミツケヴィチュス＝カプスカスが指導者となり、暫定革命政府が発足した。ソ連からの情報によれば暫定政府はヴィリニュスで発足したとされているが、今日の歴史家はむしろ赤軍に付き従う形で発足した可能性が高いと考えている。
政府は12月16日付で独立宣言書を発行し、ここにリトアニア・ソビエト社会主義共和国が成立した。宣言書が最初に公表されたのは12月19日の「イズベスチヤ」（ソ連紙）紙上でのことで、次いでラジオでも放送された。ヴィリニュスでそれが発表されたのはさらに5日経ってからのことである。ミツケヴィチュス＝カプスカスが起草した宣言文の草案ではソビエト・ロシアとの緊密な関係の必要性が強調され、「ソビエト・リトアニア（を併合する）ロシア・ソビエト連邦社会主義共和国万歳！」との文言で締めくくられている。ミツケヴィチュス＝カプスカスは長らく社会愛国主義、分離主義、リトアニア独立運動などに反対する活動を行っていたため、独立したソビエト共和国が成立することを望まなかった。むしろルクセンブルク主義者であった彼は民族自決を否定していた。
リトアニア・ソビエト社会主義共和国はロシア・ソビエト連邦社会主義共和国から援助を求め、ロシア・ソビエトは12月22日にリトアニア・ソビエトの独立を正式に承認した。同日、赤軍はリトアニア＝ソビエト国境のザラサイとシュヴェンチョニースを引き継いだ。その後の暫定政府は自らの存在を宣伝しようとせず、ほぼ解散状態となった。また、初期のリトアニア軍は赤軍の侵攻を抑えきれず、1919年1月5日にヴィリニュスは陥落し、2月末までにリトアニア領はおよそ3分の2まで縮小した。

## 政府
| 人民委員評議会                 | 人民委員評議会                                                    | 人民委員評議会                                                    |
| 役職                           | 1919年1月6日時点の人民委員                                        | 同月22日時点の人民委員                                            |
| ------------------------------ | ----------------------------------------------------------------- | ----------------------------------------------------------------- |
| 外務人民委員（評議会委員長）   | ヴィンツァス・ミツケヴィチュス＝カプスカス                        | ヴィンツァス・ミツケヴィチュス＝カプスカス                        |
| 内務人民委員（評議会副委員長） | ジグモンタス・アンタナス・アレクサ                                | ジグモンタス・アンタナス・アレクサ                                |
| 食糧人民委員                   | アレクサンドラス・ヤクシェヴィチュス                              | M. スリフキン (M. Slivkin)                                        |
| 労務人民委員                   | セミョン・ディマンシュテイン                                      | セミョン・ディマンシュテイン                                      |
| 財務人民委員                   | カジミェシュ・チホウスキ                                          | カジミェシュ・チホウスキ                                          |
| 運輸人民委員                   | プラナス・スヴォテリス＝プロレタラス (Pranas Svotelis-Proletaras) | アレクサンドラス・ヤクシェヴィチュス                              |
| 農務人民委員                   | イツハク・ヴァインシュテイン＝ブラノフスキ                        | ヴァツロヴァス・ビエルスキス                                      |
| 教育人民委員                   | ヴァツロヴァス・ビルジシュカ                                      | ヴァツロヴァス・ビルジシュカ                                      |
| 通信人民委員                   | –                                                                 | プラナス・スヴォテリス＝プロレタラス (Pranas Svotelis-Proletaras) |
| 軍事人民委員                   | –                                                                 | ラポラス・ラシカス (Rapolas Rasikas)                              |
| 人民経済人民委員               | –                                                                 | イツハク・ヴァインシュテイン＝ブラノフスキ                        |
| 商工人民委員                   | –                                                                 | イツハク・ヴァインシュテイン＝ブラノフスキ                        |

ロシアにおいて一般にソビエト体制を支えていたのは工業労働者階級だったが、リトアニアではこの階級は脆弱だった。このため新生リトアニア・ソビエトはロシアに頼ることを余儀なくされ、ロシア・ソビエトは1月21日に暫定政府に対し100万ルーブルの融資を認めた。
リトアニア・ソビエトは独自の軍を持たなかった。2月のモスクワへの電報において、ミツケヴィチュス＝カプスカスは「地元のリトアニア人を赤軍へ徴兵することは、逆に彼らがリトアニア軍へ志願することを煽る結果しかもたらさない」と主張している。一方で赤軍の占領下ではロシアをモデルに革命的な委員会や評議会が設置されたりもした。
赤軍は占領地域において莫大な戦費の供出を要求し、例えばパネヴェジースでは100万、ウテナでは20万ルーブルに加え住人一人ひとりに10ルーブルずつが要求された。商業施設や大土地は国有化されたが、それらは小農家に分配されるよりむしろ集団農場に割り当てられた。1月には法令によって、すべての住人に週250ルーブル以上を支払うために金融機関を停止することが定められ、財政難と現金の不足が明らかになった。
カトリックとナショナリズムの根強いリトアニアにおいてソビエトの標榜する国際主義と無神論が住民に受け入れられることはなく、これは最終的に赤軍の撤退に貢献した。

## 解散とその後
2月8日から15日にかけてリトアニアとドイツの義勇軍は赤軍の侵攻を食い止め、臨時首都であったカウナスの陥落を防いだ。2月末、ドイツ義勇軍はリトアニア北部とラトビアで攻勢に転じた。軍事的困難と地元民からの反発に直面したソビエトは、脆弱なリトアニア・ソビエトと（1919年の）白ロシア・ソビエト社会主義共和国を合併し、ミツケヴィチュス＝カプスカスの主導するリトアニア＝白ロシア・ソビエト社会主義共和国（リトベル共和国）を形成することを決めた。それぞれの共産党もまたリトアニア＝白ロシア共産党に吸収された。しかし、この新たな国家は影響力に乏しかった。ポーランド・ソビエト戦争中には1919年4月にヴィリニュスを、9月にミンスクをポーランド軍に奪われ、リトベル共和国もまた崩壊した。
ポーランド・ソビエト戦争中の1920年7月14日、赤軍はヴィリニュスを奪回した。しかしソビエトは2日前にソビエト＝リトアニア講和条約で取り決められた都市の返還を行わず、それどころか逆にリトアニア政府を転覆させ、（1920年からの）白ロシア・ソビエト社会主義共和国で行ったのと同じやり方でソビエト共和国を再建させることを企てた。だが赤軍はワルシャワの戦いで敗北し、ポーランド軍により押し戻された。このポーランドの勝利こそがリトアニアの独立をソビエトのクーデターから守ったと考える歴史家もいる。
戦間期のリトアニア＝ソビエト関係は概ね良好だった。しかし第二次世界大戦勃発から数か月した1940年7月、ソ連はリトアニアを含むバルト諸国を占領した。これは公的なソ連のプロパガンダによって「革命的大衆によるソビエト権力の回復」であると説明された。

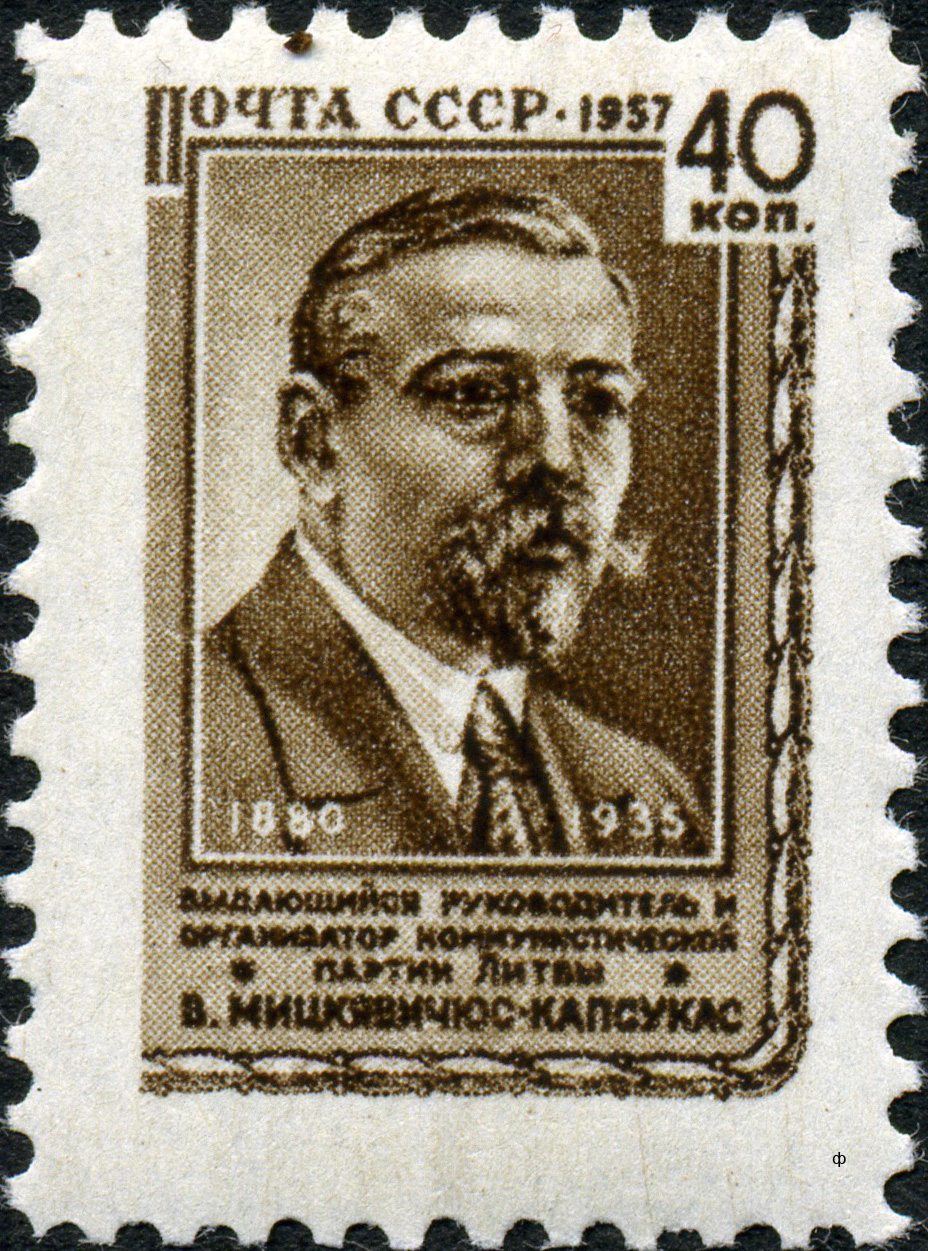
ミツケヴィチュス＝カプスカス（1957年のソ連の切手より）